# Eupithecia tulareata
Eupithecia tulareata là một loài bướm đêm trong họ Geometridae.